# ファインダーの中の欲望
『ファインダーの中の欲望』（ファインダーのなかのよくぼう、原題：Un Homme Perdu）は、2007年9月19日よりフランスのカンヌ国際映画祭にて正式公開されており、高い評価を受けたエロティック映画作品。女性たちのセックス時の快楽と恐怖の表情を描く物語。ダニエル・アービット監督・脚本、メルヴィル・プポーとアレクサンダー・シディグが主演を担当する。
日本では劇場未公開。2009年1月1日にファインフィルムズより日本語字幕を挿入するDVD（FFEDS-00305）が発売されている。

## キャスト
| 役名     | 俳優               |
| -------- | ------------------ |
| トーマス | メルヴィル・プポー |

## スタッフ
- 監督・脚本：ダニエル・アルビド
- 製作：チャールズ・ギルバート
- 撮影：セリーヌ・ボゾン